# Lili Päivärinta
Inga-Lill Kristina "Lili" Päivärinta, född 5 januari 1966 i Sundbybergs församling, är en svensk popsångerska, djurskyddsarbetare, djurrättsförespråkare och naturfilmare. 

## Biografi
Lili Päivärinta växte upp i Sollentuna och inledde sin karriär tillsammans med systern Susie Päivärinta i popduon Lili & Susie, som framförallt var stora på 1980-talet och början av 1990-talet. Hon bor idag på Djurhamn i Värmdö kommun. 
Päivärinta har sedan hon, liksom systern, bestämde sig för att vid sidan av musikkarriären arbeta med djurskydd och verkar som djurskötare, som bland annat tar hand om skadade och utsatta djur (också kallat viltrehabilitering). Lili Päivärinta och sambon Mog Grudd startade år 2003 Stiftelsen Djurens ö. I linje med djurskyddsarbetet är hon och systern båda vegetarianer.
Päivärinta filmade under år 2000 sitt arbete med att värna om och ta hand om djur, vilket resulterade i en miniserie på TV4:s Nyhetsmorgon. Hon fick året efter uppdraget att vara programledare för ett eget djurprogram som hette Djurens ö på TV4 och som sändes 2001, 2003, 2005 samt 2009, där hon filmade sitt arbete med skadade djur. Hon fortsatte sedan med djurskyddsarbetet i TV3s serie Djurens hjältar 2013-2015.

## Diskografi

### Soloalbum
- 2001 – Djurens ö